# Орловка (Акбулацький район)
Орло́вка (рос. Орловка) — селище у складі Акбулацького району Оренбурзької області, Росія.

## Населення
Населення — 17 осіб (2010; 106 у 2002).
Національний склад (станом на 2002 рік):
- казахи — 42 %
- росіяни — 26 %